# Northrop B-2
Northrop B-2 Spirit je večnamenski strateški bombnik z zmanjšano radarsko opaznostjo (»Stealth«), ki lahko nosi konvencionalno in jedrsko orožje. Ker je zasnovan kot leteče krilo, ima majhen zračni upor in zato izredno velik dolet; majhna radarska slika pa mu omogoča napad na dobro branjene strateško pomembne tarče. 
Zaradi sorazmerno nove tehnologije je večina podatkov o bombniku strogo zaupnih. Letala so tudi zelo draga (preko 2 milijardi ameriških dolarjev). Ameriški kongres je že na začetku devetdesetih let znižal naročilo iz 132 na samo 21 letal, saj tudi razmere po razpadu Sovjetske zveze niso več zahtevale obsežnega števila takih bombnikov.

## Razvoj
Razvoj bombnika B-2 se je začel leta 1979 v okviru projekta ATB (Advanced Technology Bomber), ki sta ga ločeno začela izvajati Lockheed Martin in Northrop; izbran je bil slednji. leta 1987 pa je Vojno letalstvo ZDA dobilo dovoljenje za naročilo 132 letal, ki naj bi bila uporabljena za bombardiranje strateških ciljev, predvsem na ozemlju Sovjetske zveze. Sprva je bil bombnik načrtovan za letenje na večjih višinah, kasneje pa spremenjen za letenje na nizkih višinah, kar je razvoj podaljšalo za dodatni dve leti. V sredini 80. let so načrtovali izdelavo 132 letal, kasneje so to število znižali na 75.
Po koncu hladne vojne in razpadu Sovjetske zveze je bila namembnost bombnikov spremenjena v konvencionalno, skupno število pa zaradi pritiska Kongresa zmanjšano na 21. Proizvodnja letal, razvoj in testiranje so se odvijali sočasno.
B-2 je bil javnosti prvič predstavljen 22. novembra 1988 v letalski bazi Palmdale v Kaliforniji. Celotno zasnovo in testiranje je prevzelo podjetje Northrop Grummann, podizvajalci pa so bili Boeing, Hughes, General Electric in še nekateri drugi. 
Letala so bila izdelana v treh različicah:
- Block 10 z omejeno bojno zmožnostjo in omejenim izborom oborožitve (le konvencionalna bomba Mk84 in jedrska B61).

- Block 20 ima lahko tudi kasetne bombe CBU-87 in bombe z GPS vodenjem.

- Block 30 izpolnjuje vse zahteve, ki jih je prvotno postavilo Vojaško letalstvo ZDA. Ta različica ima izboljšan radar za mapiranje terena, boljše sposobnosti letenja nizko nad terenom, manjšo radarsko opaznost, boljše obrambne sisteme in lahko nosi tudi najnovejša orožja. Leta 1995 so začeli z nadgradnjo starejših različic letala v različico Block 30, kar je bilo končano do leta 2000.

## Zasnova letala
Osnovna konstrukcija letala je leteče krilo, ki nima izrazitega trupa, kot ga imajo klasična letala. Ta zasnova ima manjši zračni upor, manjšo radarsko opaznost in visoko učinkovitost, vendar ta koncept zaradi velike nestabilnosti ni bil uporaben do pojava računalniško podprtih krmilnih sistemov (fly-by-wire).
Zaradi prednosti letečega krila ima B-2 v primerjavi z ostalimi bombniki izredno velik dolet in velik bojni tovor. Zaradi radarske neopaznosti lahko leti tudi visoko, kar ugodno vpliva na dolet, ki ga z dotakanjem goriva v zraku lahko še podaljša.
Manjša radarska opaznost je glavna prednost tega letala in uporablja spoznanja, pridobljena pri razvoju letala F-117. Za razliko od letala F-117, ki ima na trupu oglato neravno površino, je bilo B-2 zaradi napredka moči računalnikov možno oblikovati z gladko površino. K radarski neopaznosti pripomoreta tudi uporaba kompozitnih materialov in poseben premaz, ki vpija radarske valove. Ta premaz je v angleščini imenovan Alternative High-Frequency Material, njegova sestava pa je skrivnost. Ker je ta material izredno občutljiv na vplive okolice, mora biti B-2 nameščen v posebnem klimatiziranem hangarju. Po nekaterih trditvah ima B-2 tisočkrat manjši radarski presek kot bombnik B-52 in je tako na radarskem zaslonu videti kot majhna ptica.
Motorji so nameščeni globoko v notranjosti letala, vstopne odprtine pa so nameščene na zgornji strani letala. Tudi izpuhi so nameščeni na zgornji strani in s spodnje strani niso vidni. To skrije turbinske lopatice pred radarjem, zmanjša infrardečo sliko letala (predvsem pod letalom) in hrup, ki ga oddajajo motorji. Precej očividcev opisuje, da je vzlet letala B-2 zelo tih.
Namerilni sistem vsebuje radar AN/APQ-181, ki poleg namerjanja orožij skrbi tudi za sledenje in izogibanje terenu (za nizko letenje) ter za določanje popravkov GPS koordiant, ki so potrebne za namerjanje satelitsko vodenih orožij. Celotno letalo je zasnovano za dolge polete in je zato močno avtomatizirano, kar mu med daljšim letom omogoča samodejno letenje, pilota pa le opazujeta sisteme in instrumente.
Leta 1992 se je v reviji Aviation Week and Space Technology pojavil članek, ki je opisoval, da je na sprednji rob letala priključena visoka napetost, pa tudi izpušni plini naj bi vsebovali veliko negativnih ionov, kar naj bi potrjevali neimenovani viri. Slednje naj bi zmanjšalo zračni upor, pripomoglo k boljši radarski neopaznosti, ali celo služilo kot eksotična vrsta pomožnega pogona. To trditev je dodatno podpihovalo še dejstvo o nizkem razmerju potiska in teže, ki znese le 0,21 in je po mnenju nekaterih zelo majhna vrednost za vojaško letalo. Ker je pri letalih z zmanjšano radarsko opaznostjo precej podatkov še vedno strogo zaupnih in se razvoj opravlja v največji tajnosti, je te navedbe nemogoče potrditi ali zanikati.

## Operativna uporaba
Vseh 21 letal B-2 je stalno nameščenih v letalski bazi Whiteman v Missouriju, od koder letijo na naloge po vsem svetu. Do zdaj so letala B-2 sodelovala v naslednjih operacijah:
- Vojna na Kosovu (1999)
- Vojna v Afganistanu (Operacija Enduring Freedom)
- Vojna v Iraku (2003)
- Bombardiranje iranskih zmogljivosti za jedrski program (2025)[4]